# Człowiek orkiestra (film 2005)
Człowiek Orkiestra (ang. One Man Band) – krótkometrażowy film animowany z wytwórni Disney Pixar. Wyświetlany był przed kinowymi seansami Aut. 31 stycznia 2006 film został nominowany do  Nagrody Akademii Filmowej w kategorii najlepszy film animowany krótkometrażowy; nagroda została jednak przyznana animacji Księżyc i syn.

## Opis fabuły
Bass, uliczny grajek, podczas przygotowań do rozpoczęcia kolejnego dnia pracy, zauważa Tippy. Dziewczynka trzyma złotą monetę, którą zamierza wrzucić do stojącej na rynku fontanny. Bass rozpoczyna koncert, licząc, że Tippy zmieni swoje zamiary i podaruje monetę muzykowi. Gdy zafascynowana brzemieniem muzyki Tippy zamierza to zrobić, z przeciwległego końca rynku zaczyna dochodzić melodia grana przez konkurenta Bassa - Treble'a. Muzycy rozpoczynają między sobą "pojedynek", starając się zrobić jak najlepsze wrażenie na dziewczynce. Grane przez nich melodie stają się coraz agresywniejsze, a przestraszona zachowaniem muzyków Tippy upuszcza monetę, która wpada do kratki kanalizacyjnej.
Tippy, uroniwszy łzę nad swoją stratą, zaczyna domagać się od grajków rekompensaty. Gdy okazuje się, że żaden z nich nie ma przy sobie pieniędzy, Tippy stawia przed sobą przeznaczony na monety kubek Bassa i chwyta jedne ze skrzypiec Treble'a. Po kilku nieudanych próbach udaje jej się nastroić instrument, po czym zaczyna grać na nim z prawdziwą wirtuozerią. Przechodzący przechodzień wrzuca do kubka dużą torbę pełną złotych monet. Tippy wyjmuje dwie z nich, pokazuje je muzykom, po czym wrzuca je do fontanny. W scenie wyświetlanej po napisach końcowych ukazani są muzycy starający się wspólnymi siłami wydostać monety z fontanny.